# Boček II. von Podiebrad
Boček II. von Podiebrad (auch Boček II. von Kunstadt und Podiebrad, Boczek/Botschek von Podiebrad, manchmal auch Boček der Ältere von Podiebrad; tschechisch Boček II. z Poděbrad, Boček II. z Kunštátu a Poděbrad, Boček starší z Poděbrad; † 1417) soll 1377–1387 Höchster Kämmerer bzw. Unterkämmerer von Böhmen gewesen sein. 1403–1408 bekleidete er das Amt des böhmischen Oberstlandschreibers.

## Leben
Es ist nicht bekannt, wann und wo Boček II. geboren wurde. Seine Eltern waren Boček I. von Podiebrad und Elisabeth von Lichtenburg (Eliška z Lichtemburka), eine Tochter des Heinrich von Lichtenburg auf Žleb. Bočeks gleichnamiger Vater war der Begründer der Podiebrader Familienzweigs der Herren von Kunstadt. Boček II. wird in manchen Quellen auch als Boček der Ältere bezeichnet, wobei dieser Zusatz im Zusammenhang mit seinem gleichnamigen Sohn Boček III. gebraucht wird, der gelegentlich in den Quellen auch Boček der Jüngere genannt wird.
Erstmals erwähnt wurde Boček II. 1375 bei der Aufteilung des Erbes seines 1373 gestorbenen Vaters. Da Boček II. der Erstgeborene war, erbte er den größeren Teil der väterlichen Besitzungen, die überwiegend in Ostböhmen lagen. 1376 erhielt er vom böhmischen König Karl IV. die Burg Lipnice als ein Lehen. 1377 übertrug Boček II. seiner Frau Anna Elisabeth/Anna Eliška als Heiratsgut die Herrschaft Bodenstadt. Von 1377 bis 1387 soll er das Amt des Höchsten Kämmerers bzw. Unterkämmerers bekleidet haben. 1387 erwarb er zusammen mit Puta d. Ä. von Častolowitz von den Brüdern Jan und Jaroslav von Meziříčí die Herrschaft Skuhrov sowie die Burg Rychmberk.
Während der Regierungszeit des Königs Wenzel stand Boček II. zunächst auf dessen Seite, wandte sich jedoch später von ihm ab. 1394 gehörte er zu den Adligen, die auf Initiative des Markgrafen Jobst von Mähren eine gemeinsame Erklärung unterzeichneten, mit der sie sich gegen den König wandten, der schließlich gefangen genommen wurde. Vermutlich deshalb erhielt Boček II. von Markgraf Jobst weitere Besitzungen in Mähren. 1402 unterstützte er wieder den König Wenzel, indem er sich gegen die Kandidatur von Wenzels Bruder Sigismund wandte. Vermutlich deshalb erlangte er 1403 die Position des Oberstlandschreibers von Böhmen. Zudem war er Vorsitzender des Hofgerichts und Mitglied im königlichen Rat.
Dank einer gegenseitigen Erbvereinbarung aus dem Jahre 1385 zwischen Boček II. und seinem Verwandten Gerhard/Erhart von Kunstadt konnte Boček II. nach Gerhards Tod 1406 seine Position in Mähren festigen. Aus dem Erbe Gerhards fielen ihm u. a. Kunstadt, Bouzov, Mährisch Trübau, Pyšolec, Boskowitz, Týnec und Billowitz zu. Einen Teil dieser Besitzungen verkaufte er allerdings bald wieder.
Anfang 1415 gehörte Boček II. zu den Mitunterzeichnern einer Petition, mit dem hohe böhmische Adlige gegen die Gefangennahme des Jan Hus protestierten. Nach dessen Feuertod unterschrieb Boček II. im selben Jahr an dritter Stelle einen von böhmischen Adel verfassten Beschwerdebrief.
Im Tausch gegen die südböhmische Herrschaft Bechin erwarb Boček II. 1415 von Heinrich von Lazan die Herrschaften Nachod und Hummel in Ostböhmen. Da auch die letztere damals noch unmittelbar zu Böhmen gehörte, gelang Boček II. damit die geographische Annäherung an das Glatzer Land, das für seine Nachkommen eine große Bedeutung als Grafschaft und Herrschaftssitz der Söhne Georg von Podiebrads erlangen sollte. Sie und ihre Nachkommen wurden zu Grafen von Glatz erhoben und begründeten als Herzöge von Münsterberg den schlesischen Familienzweig der Podiebrader.

## Familie
Boček II. war mit Anna Elisabeth von Leipa (Anna Eliška z Lipé) verheiratet, einer Tochter des Heinrich von Leipa (Jindřich z Lipé). Der Ehe entstammten die Söhne:
1. Jan/Johann († ~1408), seit 1398 verheiratet mit Elisabeth/Eliška von Wartenberg
2. Boček III. von Podiebrad, († 1429)
3. Hynek Boček von Podiebrad († 1426), verheiratet mit N. N. von Žerotín
4. Viktorin von Podiebrad (1403–1427), verheiratet mit Anna von Wartenberg